# 霍尔茨阿珀尔
霍尔茨阿珀尔是德国莱茵兰-普法尔茨州的一个市镇。总面积2.73平方公里，总人口1091人，其中男性547人，女性544人（2011年12月31日），人口密度400人/平方公里。